# Sadie Stanley
Sadie Anne Stanley (Columbia, Carolina del Sur; 15 de noviembre de 2001) es una actriz y cantante estadounidense. Tuvo su primer papel importante como actriz en la película original de Disney Channel Kim Possible, interpretando a la protagonista titular. También protagonizó la película de Netflix The Sleepover, estrenada en 2020.

## Primeros años
Stanley nació el 15 de noviembre de 2001 en Columbia, Carolina del Sur, hija de Tracy y Matt Stanley.[cita requerida] Tiene una hermana gemela llamada Sophie y dos hermanos  llamados Benjamin y Jacob. Se interesó en la actuación cuando tenía 13 años.

## Carrera
Comenzó a aparecer en televisión en un episodio de la serie de Nickelodeon Game Shakers, en donde interpreta un personaje menor. En 2018, se anunció que fue elegida para ser la protagonista de la película original de Disney Channel Kim Possible, adaptación de acción en vivo de la serie animada del mismo nombre. Cantó una versión actualizada del tema principal de Kim Possible, «Call Me, Beep Me!», para dicha película. Después apareció en varios programas haciendo un papel recurrente en la séptima temporada de la serie de ABC The Goldberg interpretando a Brea y en la serie de Netflix Dead to Me interpretando a Parker.
En 2020, fue la protagonista de la película de Netflix, The Sleepover, en donde interpreta a una adolescente que junto con su hermano menor y dos amigos se embarcan en una aventura para encontrar a sus padres que extrañamente fueron secuestrados. Se estrenó el 21 de agosto de 2020 y compartió el proyecto junto a Malin Åkerman, Joe Manganiello, Cree Cicchino, Ken Marino y Karla Souza.

## Filmografía

### Cine
| Año  | Título              | Personaje         | Notas                               |
| ---- | ------------------- | ----------------- | ----------------------------------- |
| 2019 | Kim Possible        | Kimberly Possible | Película original de Disney Channel |
| 2020 | The Sleepover       | Clancy Finch      | Película original de Netflix        |
| 2021 | Let Us In           | Jessie            |                                     |
| 2021 | Well-Behaved Women  | Alyssa Pierce     |                                     |
| 2022 | Somewhere in Queens |                   |                                     |
| 2025 | Karate Kid: Legends | Mia Lipani        |                                     |

### Televisión
| Año       | Título        | Personaje         | Notas                                      |
| --------- | ------------- | ----------------- | ------------------------------------------ |
| 2019      | Game Shakers  | Chica #1          | Episodio: «Bug Tussle»                     |
| 2019      | Coop y Cami   | Tracey Kruger     | Episodio: «¿Would You Wrather Just Dance?» |
| 2019      | Kim Hushable  | Kimberly Possible | Elenco principal (miniserie)               |
| 2020-2021 | The Goldbergs | Brea Bree         | Personaje recurrente                       |
| 2020      | Dead to Me    | Parker            | Personaje recurrente                       |
| 2020      | Room 104      | Jules             | Episodio: «¡Oh, Harry!»                    |
| 2023      | Cruel Summer  | Megan Landry      | Rol Principal, Temporada 2                 |